# صالة حافلات
صالة الحافلات هي مكان محدد تبدأ فيه حافلة أو حافلة سفر طريقها المحدد أو تنهيه. الصلة هي المكان المحدد الذي يوضع فيه الجدول الزمني. يمكن أن توجد الصالات في مواقف الحافلات أو مرائب الحافلات أو محطات الحافلات .

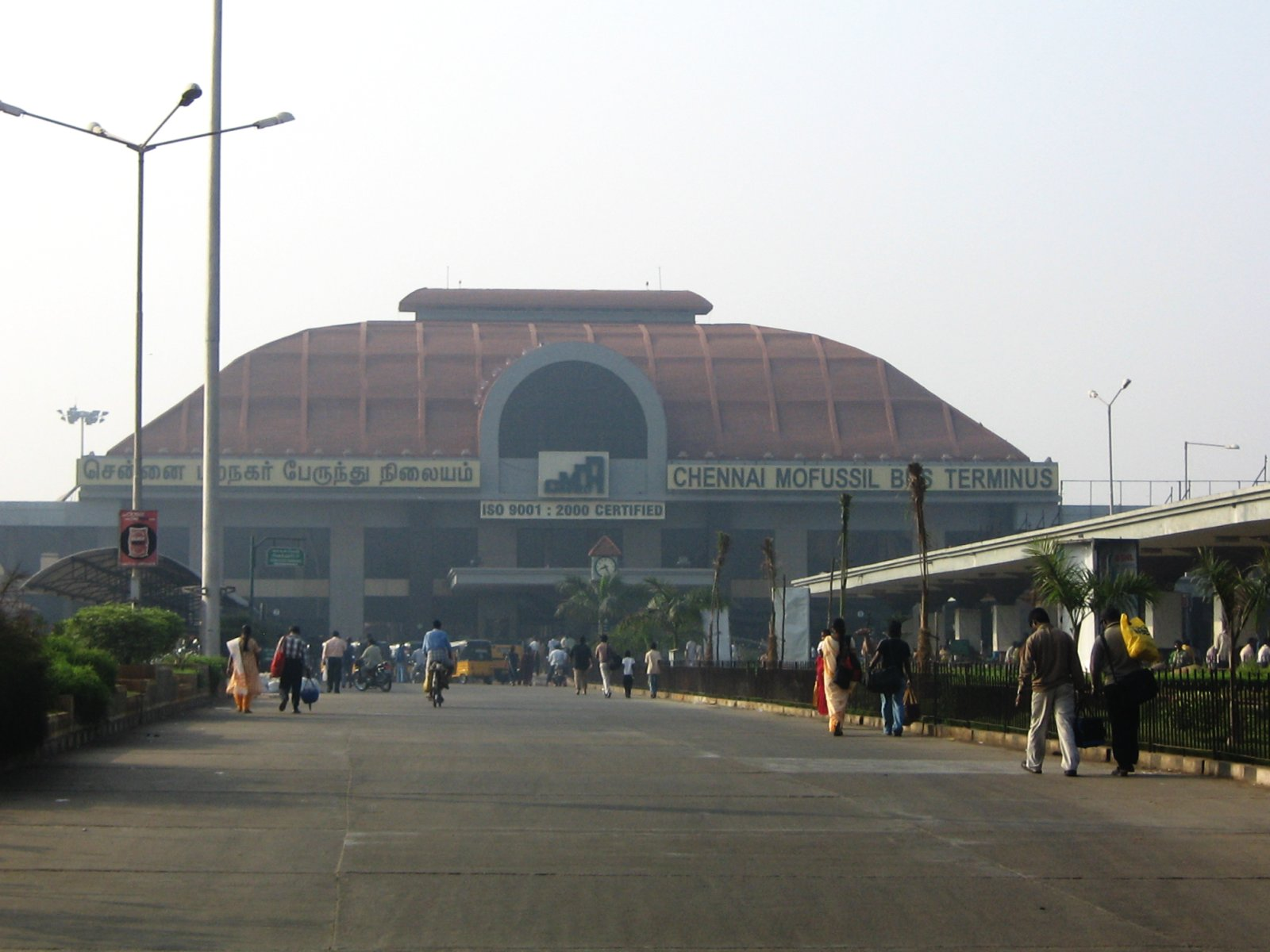
محطة حافلات في الهند

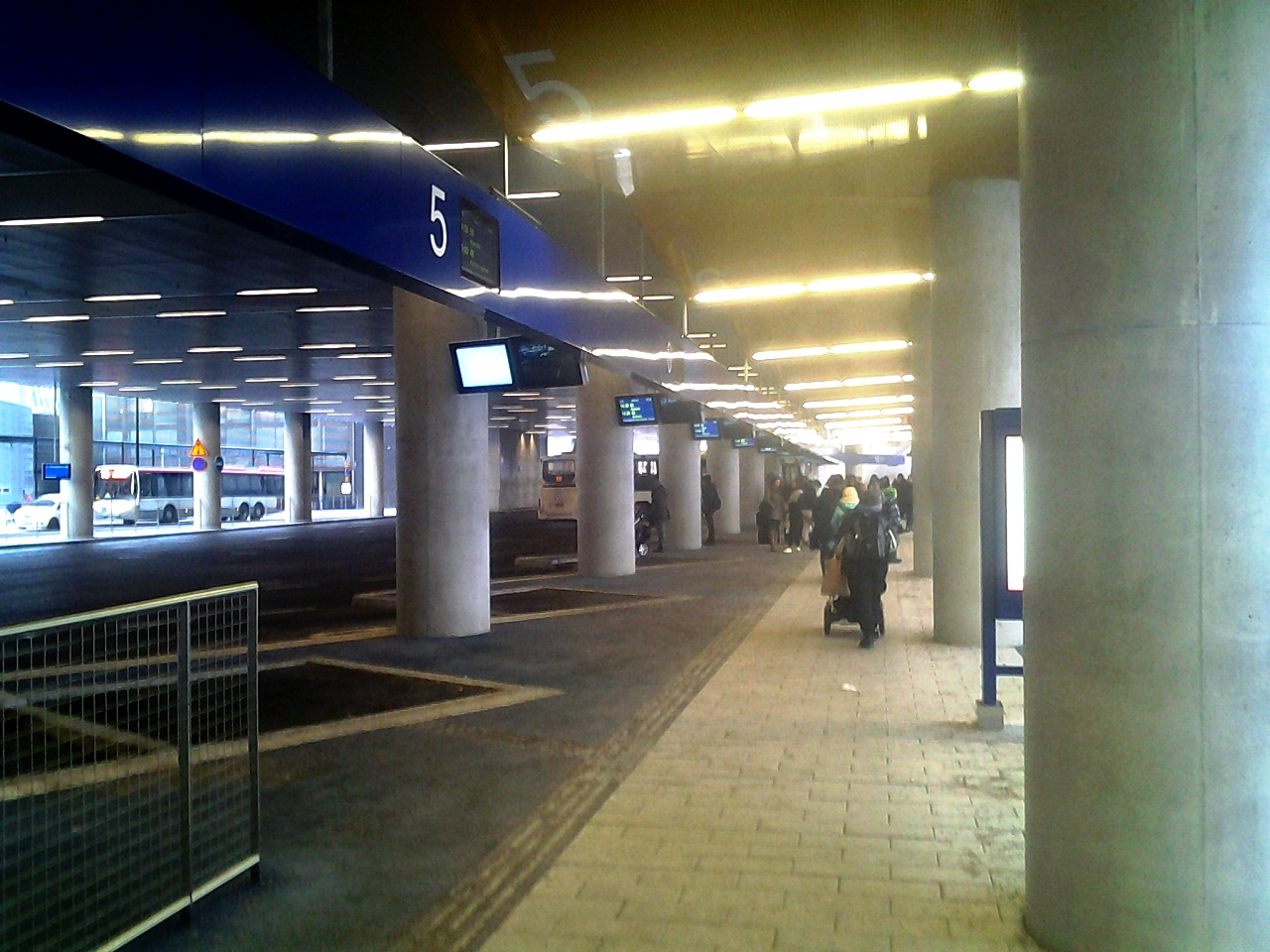
منصات حافلات في مركز السفر في فَنتا في فنلندا